# Bremer Weihnachtsmarkt

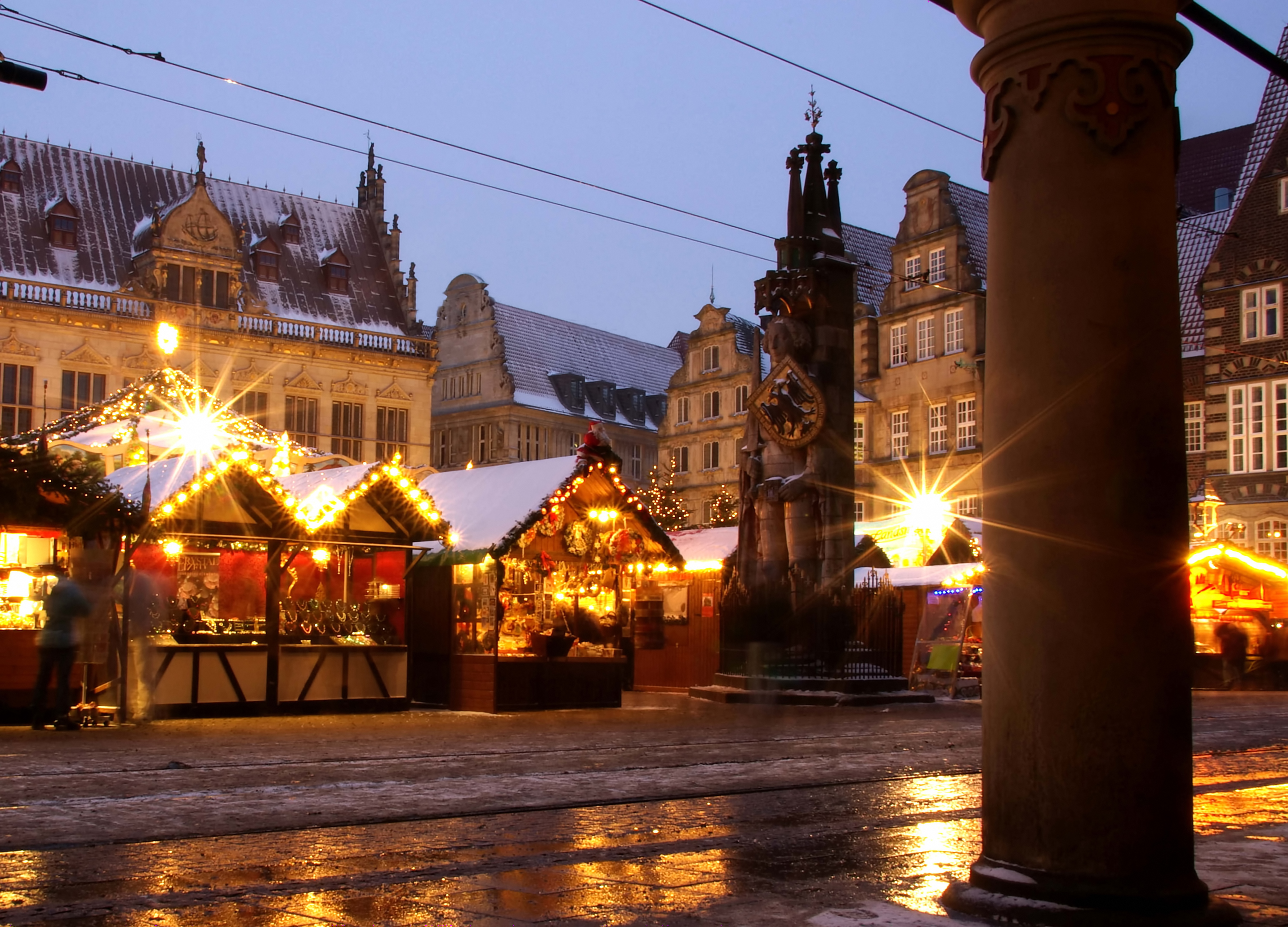
Bremer Weihnachtsmarkt 2009 – Blick von den Rathausarkaden auf den Marktplatz mit Schütting und Roland

Der Bremer Weihnachtsmarkt wird jährlich in der Adventszeit in der Bremer Innenstadt veranstaltet und gehört zu den großen Weihnachtsmärkten in Deutschland. Er erstreckt sich über verschiedene Bereiche des Stadtkerns in der Bremer Altstadt, umfasst rund 200 Stände und lockt jährlich etwa 1,5 Millionen Besucher an. Der seit Mitte des 19. Jahrhunderts abgehaltene, traditionelle Weihnachtsmarkt findet hauptsächlich auf dem Bremer Marktplatz sowie rund um das Bremer Rathaus und auf dem Domshof statt.
Zusätzlich werden der mittelalterlich-maritim anmutende Schlachte-Zauber am Flussufer der Weser an der Schlachte sowie ein kleinerer und bis zum Jahresende geöffneter Weihnachtsmarkt in der Lloyd-Passage veranstaltet. 2011 ging die Bremer City-Initiative davon aus, dass sich die Gesamt-Besucherzahl infolge des seit 2004 stattfindenden Schlachte-Zaubers auf etwa 2,0 Millionen erhöht hat. Eine systematische Auszählung von 2015 ergab 2,9 Millionen Besucher. 2019 gab es einen Besucherrekord mit 3,2 Millionen Besuchern.

## Geschichte

### Traditioneller Weihnachtsmarkt

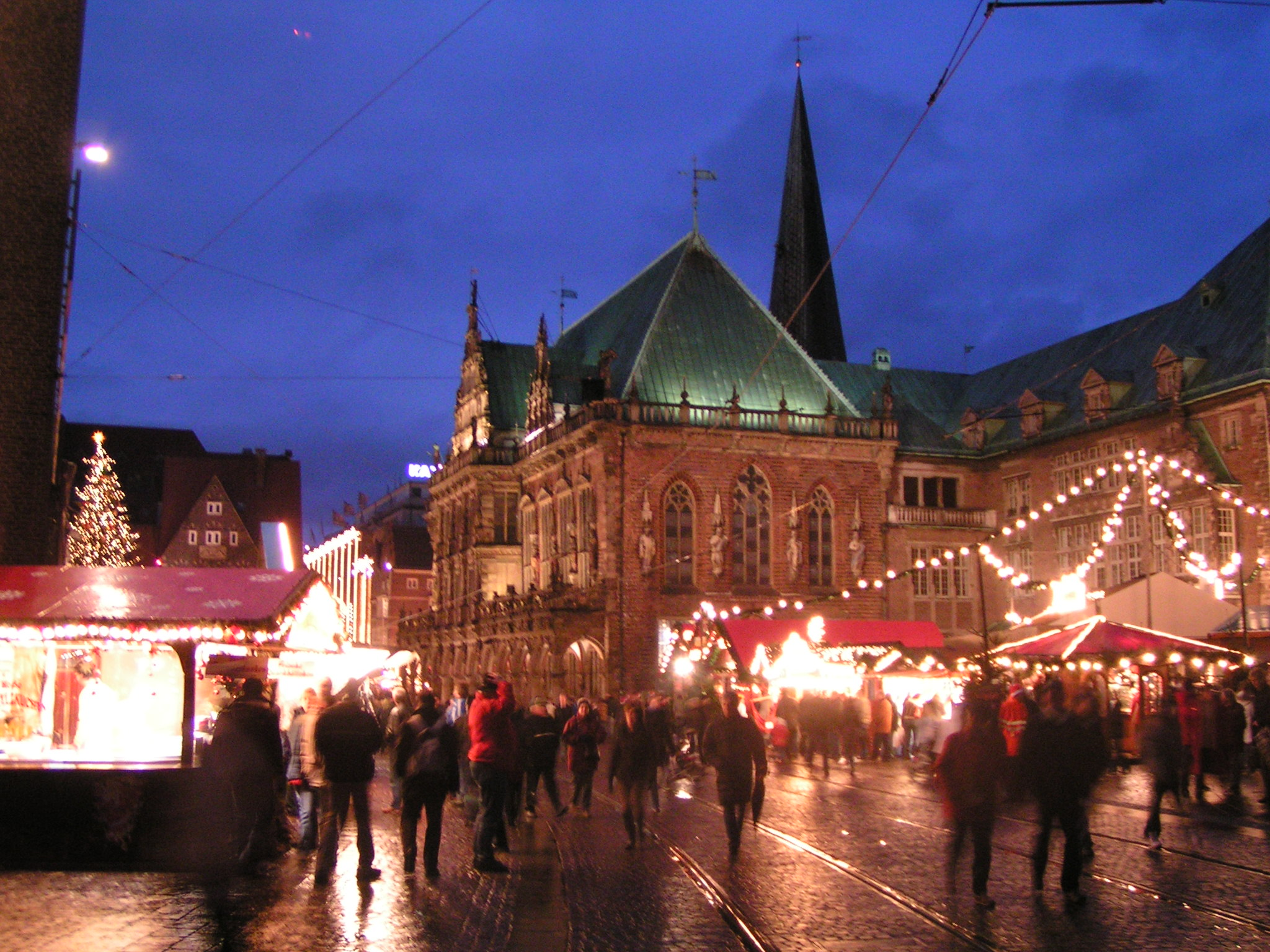
Bremer Weihnachtsmarkt 2006 – Blick von der Domsheide auf den Grasmarkt und das Rathaus

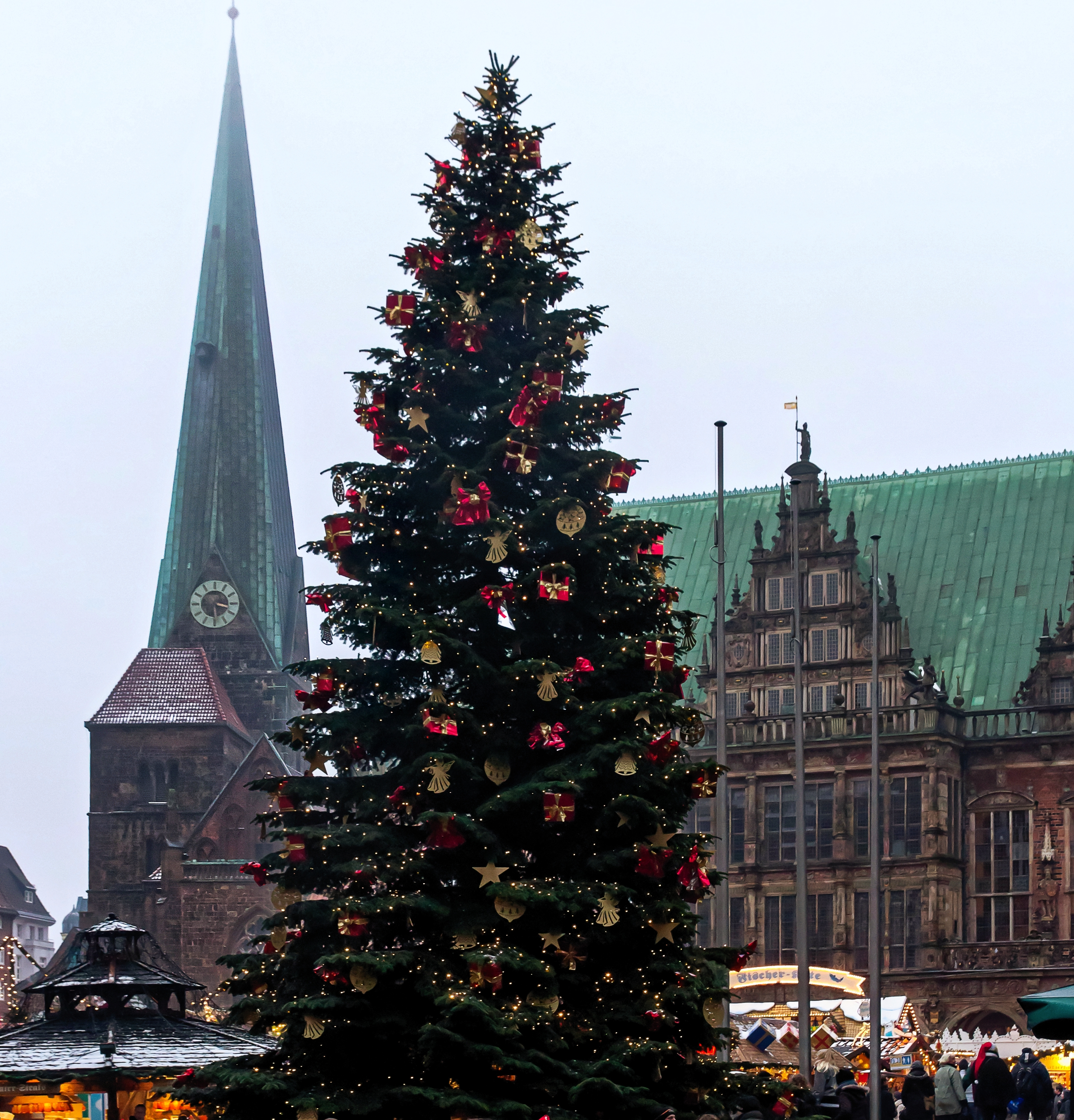
Der große Weihnachtsbaum auf dem Marktplatz, hinten links die Liebfrauenkirche und rechts das Rathaus (2012)

Der erste Weihnachtsmarkt fand 1857 in Bremen statt. Ursprünglich befand sich der Weihnachtsmarkt auf dem Marktplatz zwischen Rathaus, Dom und Bremer Roland. Im Laufe der Zeit wurde das Gebiet auf den Domshof, die Flächen um die Liebfrauenkirche und den unmittelbar anschließenden Teil der Obernstraße sowie den Hanseatenhof und den Ansgarikirchhof erweitert.
Der Bremer Weihnachtsmarkt beginnt einige Tage vor dem ersten Adventssonntag und endet jeweils am 23. Dezember, einen Tag vor Heiligabend. Er umfasst zwischen 180 und 200 Stände. Bei den einzelnen Ständen handelt es sich um unterschiedlich große Zelte, Verkaufshallen, Buden und Fahrgeschäfte. Das Angebot des Marktes ist weit gestreut und umfasst neben teils weihnachtsmarktspezifischer Gastronomie unter anderem Christbaumschmuck, Holzspielzeug und kunstgewerbliche Produkte.
Eine Anfang der 2000er Jahre im Auftrag der Bremer Schausteller durchgeführte Untersuchung ergab, dass der Bremer Weihnachtsmarkt jährlich etwa 1,5 Millionen Besucher anzieht.  Der traditionelle Bremer Weihnachtsmarkt „zwischen Schütting, Rathaus und Dom“ zählte auch im Jahr 2013 etwa 1,5 Millionen Besucher.
Bestandteil des Weihnachtsmarktes ist stets ein großer Weihnachtsbaum, der auf dem Marktplatz vor dem Haus der Bürgerschaft aufgestellt wird. Dazu wird eine frisch geschlagene Tanne, die meistens aus dem Stadtgebiet stammt und umsonst gespendet wird, in einer speziellen Stahlvertiefung aufgestellt und als Weihnachtsbaum geschmückt. 2014 wurde z. B. eine Tanne von etwa 14 Meter Höhe und einem Gewicht von etwa vier Tonnen verwendet, die aus einem Privatgarten in Bremen-Habenhausen stammte. Die Kosten für Abholzen, Transport, Aufstellen, Dekorieren und spätere Entsorgung werden jeweils von der Arbeitsgemeinschaft Bremer Märkte übernommen.
Die Eröffnung findet jeweils mit verschiedenen Zeremonien statt, wobei auch Bremer Prominente zur Teilnahme aufgerufen sind. Für die Kinder werden an jedem Nachmittag zu einer festen Zeit kleine Überraschungen verteilt. Außerdem werden zu festen Zeiten weihnachtliche Geschichten vorgelesen und Auftritte der Bremer Stadtmusikanten dargeboten. Die Öffnungszeiten des Marktes in der Stadtmitte sind derzeit (2014) montags bis freitags von 10:00 bis 20:30 Uhr, samstags von 10:00 bis 22:00 Uhr und sonntags von 11:00 bis 20:30 Uhr.
Der Abbau findet stets noch am Abend des 23. Dezember statt, so dass Besucher am 24. Dezember oft von dem leeren Marktplatz überrascht sind, dem die weihnachtliche Stimmung fehlt.
Veranstalter des Bremer Weihnachtsmarktes ist die Stadt Bremen, vertreten durch das Stadtamt Bremen, die dabei mit der Arbeitsgemeinschaft Bremer Märkte kooperiert.
Wegen seiner besonderen Atmosphäre im historischen Umfeld auf dem Marktplatz sowie rund um das Rathaus, den Roland und die Stadtmusikanten gilt der Bremer Weihnachtsmarkt als „einer der schönsten Weihnachtsmärkte Deutschlands“ sowie als „der schönste Weihnachtsmarkt im Norden“ und wird entsprechend beworben.

### Schlachte-Zauber

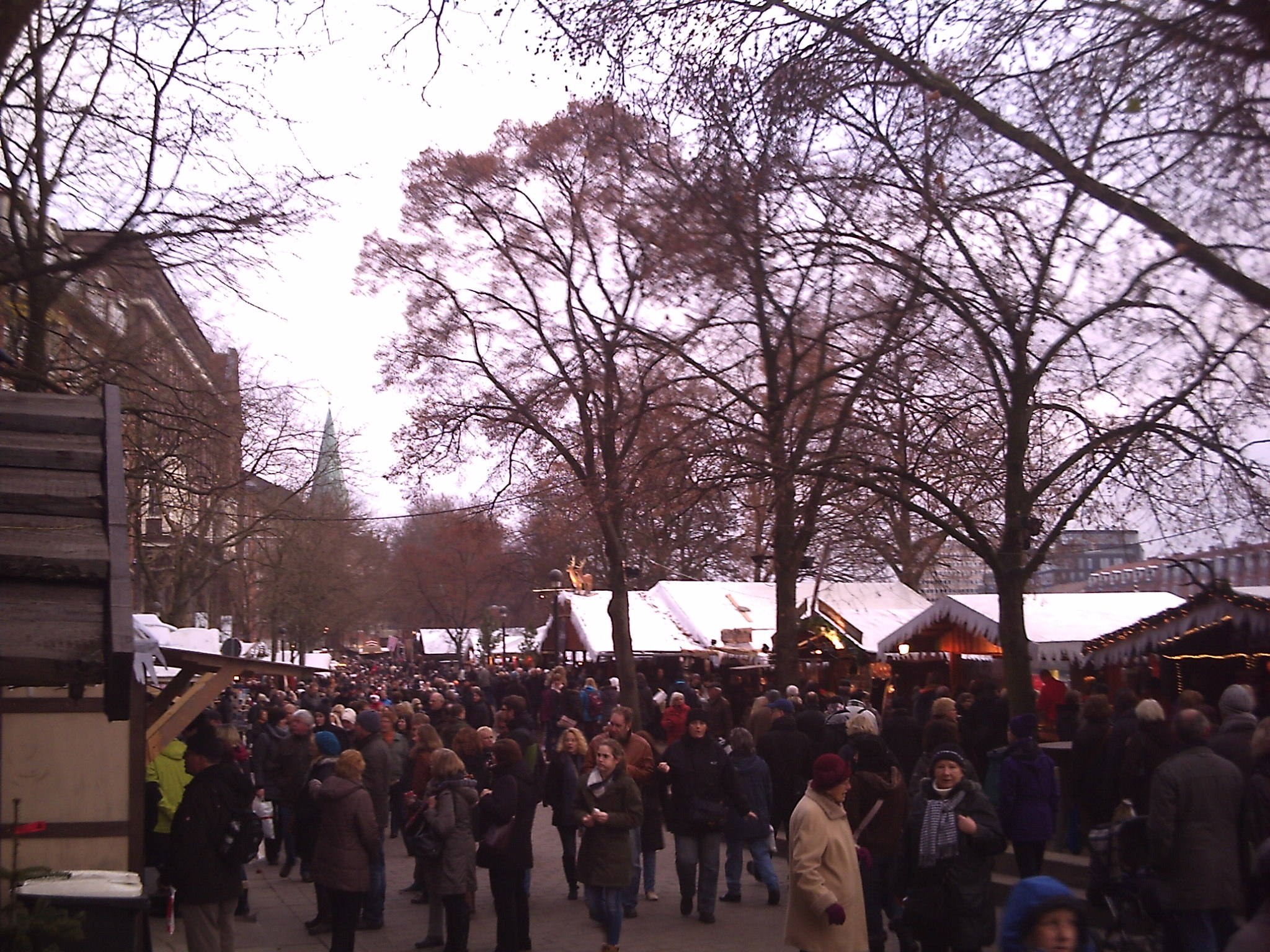
Schlachte-Zauber 2012 – Blick auf die Schlachte in Richtung St.-Martini-Kirche

Seit 2004 wird am Flussufer der Weser, auf der oberen Ebene der Uferpromenade Schlachte, der sogenannte Schlachte-Zauber veranstaltet, ein Weihnachtsmarkt mit teils mittelalterlich-historischem und maritimem Ambiente. Zu den Besonderheiten gehören die „winterliche Dekoration“ der Verkaufshütten, eine „festliche Beleuchtung“ der teils historischen Schiffe, die an den Anlegestellen der unteren Ebene der Schlachte auf der Weser liegen (wie z. B. die Friedrich und der Hansekoggen-Nachbau Roland von Bremen), und das „eisblaue Licht“ einer speziellen Lichtdekoration der Schlachte-Promenade. In Holzhütten und an Marktständen sind hier außer einem teils historisch oder maritim ausgerichteten Weihnachtsmarktangebot auch verschiedene Kunsthandwerker vertreten. Ergänzend dazu bieten die angrenzenden Gastronomiebetriebe, die zwischen der Teerhofbrücke und der Bürgermeister-Smidt-Brücke an der Schlachte liegen, auf der oberen Promenade in entsprechend dekorierten Winterhütten Essen und Trinken in „Almhüttenatmosphäre“ an.
2013 wurde – zur Anbindung des Schlachte-Zauber an den traditionellen Weihnachtsmarkt auf dem Marktplatz – der Markt auch auf die Erste Schlachtpforte bei der St.-Martini-Kirche ausgeweitet.
Im so genannten „Freibeuterdorf“, das von „Wehrtürmen“ aus Holz und einer hohen Palisadenwand abgegrenzt wird, inszeniert durch das Unternehmen Fogelvrei Produktionen einen Mittelaltermarkt mit maritimem Charakter und „im Stil der Hanse“.
Der Schlachte-Zauber findet jeweils zur gleichen Zeit wie der Bremer Weihnachtsmarkt statt; er beginnt Ende November und endet am 23. Dezember. Die Öffnungszeiten des Marktes an der Schlachte sind derzeit (2014) täglich von 11:00 bis 20:30 Uhr, samstags bis 22:00 Uhr.
Veranstalter des Schlachte-Zauber ist die Großmarkt Bremen GmbH.
Die Zeitschrift Geo zählte 2014 den Schlachte-Zauber zu den „Top-Ten der Weihnachtsmärkte in Deutschland“.

### Weihnachtsmarkt Lloyd-Passage
Seit Anfang der 2000er Jahre wird in der innerstädtischen Einkaufspassage Lloyd-Passage jährlich ein kleinerer Weihnachtsmarkt veranstaltet. Wettergeschützt werden zwischen Hanseatenhof und Sögestraße in roten „Weihnachtshäuschen“ sowohl Essen und Trinken als auch Geschenke angeboten.
Der Weihnachtsmarkt Lloyd-Passage findet jeweils von Ende November bis Ende des Jahres statt. Er beginnt meist bereits einige Tage vor dem Bremer Weihnachtsmarkt und dem Schlachte-Zauber und endet erst zu Silvester. Die Öffnungszeiten des Marktes in der Lloyd-Passage sind derzeit (2014) montags bis samstags von 10:00 bis 20:30 Uhr, sonntags von 12:00 bis 19:00 Uhr, an Adventssamstagen bis 22:00 Uhr; 1. und 2. Weihnachtstag geschlossen, Heiligabend und Silvester bis 14:00 Uhr.